# 韋國洪

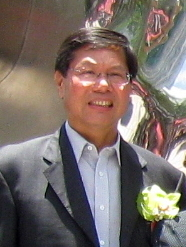

韋國洪，SBS，JP（1954年9月14日—），香港新界沙田上徑口村原居民，前沙田區議會主席，亦是公民力量榮譽主席及沙田體育會永遠名譽會長及積好發展有限公司董事。
韋國洪祖籍廣東寶安，生於香港，早年就讀沙田公立學校，1969年至1973年就讀灣仔聖若瑟書院，為公民力量的成員，於1982年初次參選沙田區議會火炭選區選舉，但最終落選。1994年起，韋國洪四次遁徑口選區當選為沙田區議員，並從2000年起，連續擔任沙田區議會主席，直至2011年。
韋國洪在公共和社會服務方面長期服務沙田區。韋國洪同時是選舉委員會委員。

## 個人生活
韋國洪已婚，與妻子吳氏育有1子1女。

## 榮譽
- 非官守太平紳士 (2002年)
- 銀紫荊星章 (2008年)